# Порт Стенли
Порт Стенли или само Стенли (на английски: Stanley, старо име Port Stanley) е единственият град и административен център на Фолкландските острови и най-южният административен център в света.
До изграждането на Панамския канал Стенли е един от големите транзитни центрове на световното корабоплаване като най-добро пристанище за всички кораби, минаващи през Магелановия пролив.
Като център на зависима територия не е държавна столица и най-южната столица в света остава Уелингтън в Нова Зеландия.
Разположен е на източния бряг на остров Източен Фолклънд - един от най-влажните райони на архипелага. Населението към 2001 г. е 1989 души, което прави прибл. две трети от цялото население на островите.

## Име
По време на Фолкландската война през 1982 г. е окупиран от аржентински войски за 10 седмици и е преименуван на Пуерто Архентино (исп. Puerto Argentino). Името е възприето относително широко в испаноезични източници, но по-широко е застъпена английската форма Стенли и много рядко Пуерто Стенли (Puerto Stanley).
В английската форма на името отпада думата Порт и името е само Стенли. В български източници тази промяна още не е отразена и продължава да се използва старото име Порт Стенли.